# Anton Krupicka
Anton Krupicka (Nebraska, Estats Units, 8 d'agost de 1983) és un corredor d'ultrafons dels Estats Units. Al seu palmarès destaquen posicions destacades en diverses ultramaratons als Estats Units, com la Leadville 100, que va vèncer en dues ocasions (2006 i 2007) i on va quedar en quarta posició el 2012; o la Rocky Racoon 100, que va vèncer l'any 2007 i on va entrar en segona posició el 2011. Krupicka també ha vençut la Miwok 100 del 2010, i aquell mateix any va entrar en segona posició a la Western States Endurance Run, just abans que en Kilian Jornet.
Anton Krupricka és conegut tant pel seu aspecte, lluint cabells llargs i barba, com per la seva aproximació minimalista a l'atletisme i les curses de muntanya. Extremadament precoç, va córrer la seva primera marató als dotze anys, i després de dedicar-se a competir principalment als Estats Units, recentment ha visitat Europa, disputant l'edició dels Cavalls del Vent de 2012 i arribant en segona posició. Per l'any 2013 té previst tornar a Europa per disputar la Transvulcania i la marató de muntanya Zegama-Aizkorri.
En l'àmbit acadèmic, Krupicka és un estudiant de tercer cicle a la Universitat de Colorado, on cursa un màster en geografia, encaminat a investigar les carenes alpines i muntanyoses i el drenatge d'àcids en la mineria

## Biografia
Anton va començar a córrer en el col·legi en agradar-li aquest esport. Una mica més tard, als dotze anys, va córrer la seva primera marató. En la seva època universitària va continuar amb la seva afició fins a donar el pas al professionalisme el 2006.
En aquesta mateixa època universitària va forjant en ell el seu caràcter "minimalista". És un abanderat del running com a forma de connectar amb la natura. És fàcil reconèixer per la seva llarga cabellera i barba i per córrer sense samarreta i el mínim material.
Ha guanyat gairebé totes les proves més importants dels Estats Units com la Leadville 100, la Miwok 100, la Western States o la Rocky Racoon.
Des del 2012 va decidir fer el salt de continent i provar amb les proves europees com l'Ultra Cavalls del Vent on va quedar segon darrere de Kilian Jornet o l'UTMB en 2013 on va haver d'abandonar després i haver anat liderant gran part de la prova